# Iglesia de Nuestra Señora de Gracia (Córdoba)
La Iglesia de Nuestra Señora de Gracia y San Eulogio, conocida popularmente como  Padres de Gracia, o simplemente como Los Trinitarios, es un templo católico ubicado en la ciudad de Córdoba (España). Se encuentra entre la intersección entre la Ronda del Marrubial y la Plaza del Cristo de Gracia.
La Iglesia forma parte del Convento de los Trinitarios, fundado en el siglo XVII por San Juan Bautista de la Concepción. En su interior se conservan, entre otras obras de arte, las tallas de Santísimo Cristo de Gracia, conocido como el Esparraguero y de la Nuestro Padre Jesús Nazareno Rescatado, así como una talla de la Inmaculada de pequeño formato, obra del escultor Pedro Roldán.

## Historia

### Origen y situación
El convento y la iglesia de Nuestra Señora de Gracia, está situado al nordeste de la ciudad de Córdoba, dentro del antiguo recinto amurallado, junto a la misma muralla y contiguo a la Puerta de Plasencia, hoy desaparecida, formando uno de los frentes de la Plaza del Cristo de Gracia. Anterior a la iglesia actual existía una ermita dedicada a Nuestra Señora de Gracia, cuyos orígenes se remontan a finales del siglo XV o principios del siglo XVI, ya mencionada en las relaciones del P. Andrés de Roelas en 1578, y que tenía anejo un pequeño hospital para asistencia de peregrinos y pobres del barrio, y una casa para el capellán. En la ermita se veneraba una imagen de Nuestra Señora campaniforme, sin niño y con las manos juntas en el pecho, de unos ochenta o noventa centímetros. En el libro del Protocolo de la Casa se dice que es vestida y de mucha antigüedad y devoción; y aunque su origen y principios se ignora, no obstante se hallan noticias auténticas oy [sic] año de 1694 de más de 200 años antecedentes.
El 16 de mayo de 1607 San Juan Bautista de la Concepción, reformador de la Orden de la Santísima Trinidad, obtiene licencia real y del Duque de Lerma con cartas de recomendación para el obispo de Córdoba, Fr. Diego Mardones (recientemente elegido y que había sido confesor de Felipe III) y el corregidor don Diego López de Zúñiga, e inmediatamente envió a varios religiosos a Córdoba, sin que estos supieran a qué iban. En el cabildo de la ciudad del 30 de mayo se dio licencia para la fundación de un convento de trinitarios descalzos y el 7 de junio el obispo dio su beneplácito, tomando ese mismo día posesión de una pequeña y pobre morada junto a la ermita de Nuestra Señora de Gracia en la Puerta de Plasencia. El primer ministro de la Casa fue Fr. Antonio del Espíritu Santo, que se mantuvo como tal durante dos años, hasta que fue elegido Ministro de Sevilla.
No todo fueron facilidades, se opusieron con todas sus fuerzas los frailes agustinos del cercano convento de San Agustín, hasta que unos años más tarde "hallándose el Santo en Córdoba, se fue, acompañado del corregidor don Diego López de Zúñiga, marqués de Baidos, y gran bienhechor de la Descalsez [sic] al convento de agustinos, y, convocados éstos a la sala capitular, les habló con tanta energía que quedaron persuadidos de la eficacia de sus razones a que unos conventos no dañaban a otros; y para que constase de experiencia suplicó que se registrasen los libros de cuentas, y hecho esto resultó mayor el recibo desde que se habían instalado los trinitarios".
El segundo Ministro del convento fue San Juan Bautista de la Concepción, elegido el 30 de abril de 1610, si bien un año después tuvo que renunciar a causa de los muchos viajes que debía realizar para las nuevas fundaciones. Finalmente murió en el mismo convento el 14 de febrero de 1613.

### Fábrica de la iglesia

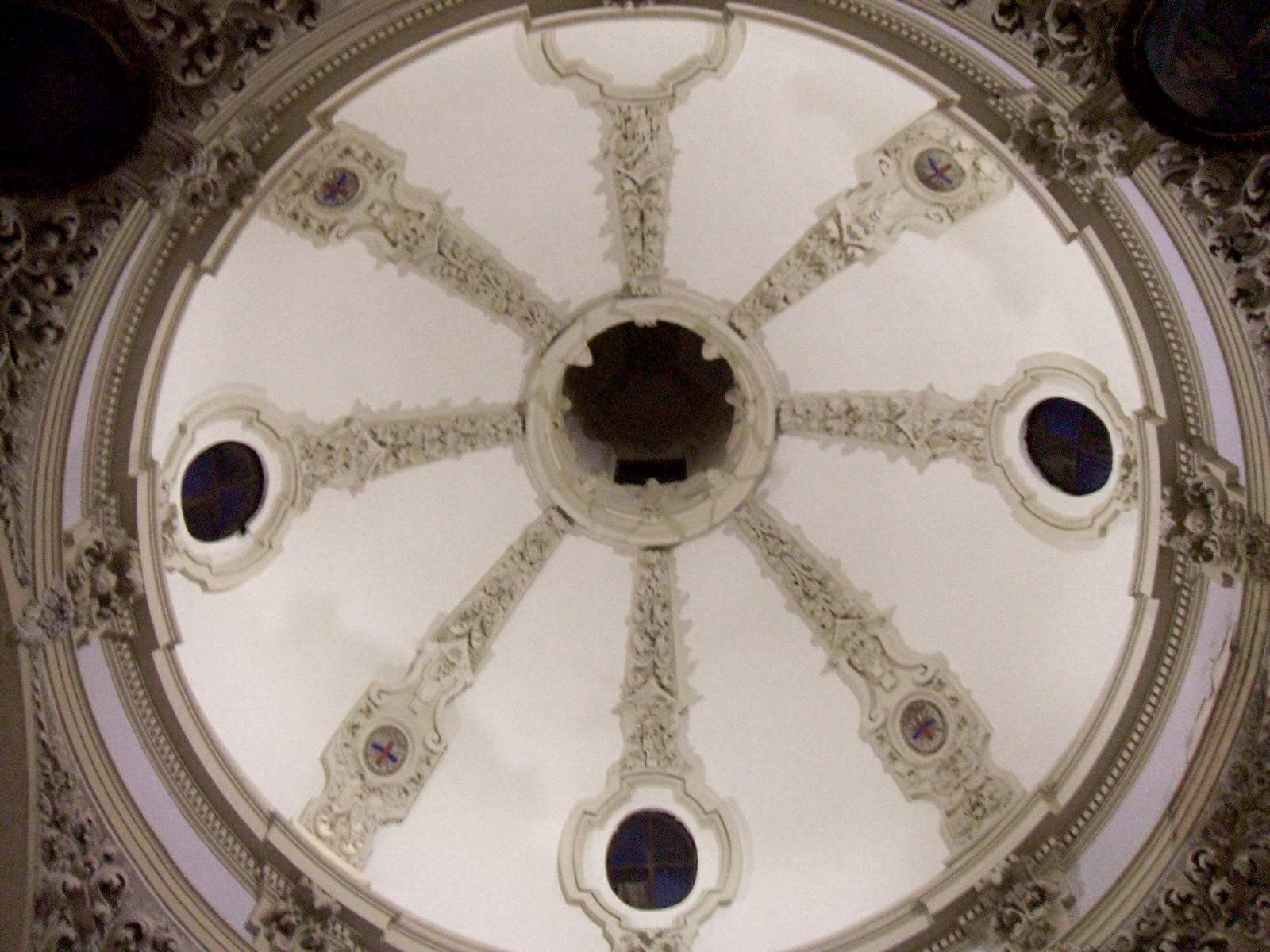
Bóveda.

En los años 1623 a 1626 se comenzó a levantar el nuevo convento, pero no es hasta 1648 que se comienza con la obra de una nueva iglesia, para cuyos cimientos se compran unas casas anejas. Hasta 1664 la obra del claustro y de la iglesia quedan paradas por falta de fondos, hasta que el obispo don Francisco de Alarcón y Covarrubias dona mil ducados, obligando a los religiosos a celebrar por él mismo ciento veinte misas anuales. Aún se puede ver esa fecha grabada en una de las piedras del zócalo del claustro bajo del convento. En los años 1671 a 1680 se dio gran impulso a la obra de la iglesia, gastándose más de 400 000 reales y terminando las capillas de la Concepción, del lado del evangelio, y del Cristo de Gracia en 1684. El 21 de abril de 1686, terminada la fábrica de la iglesia, se trasladó a ella el Santísimo Sacramento, con solemnes fiestas que duraron diez días, y en las que predicaron los mejores oradores y sirvieron en el altar todas las órdenes religiosas de la ciudad. La capilla del Rescatado se levantó "hasta el arranque de los arcos" en 1719, y la capilla del Cristo de Gracia, que amenazaba ruina, tuvo que ser rehecha, concluyéndola y dedicándola en 1747, y se amplió con el camarín en 1769, para lo que la ciudad cedió un terreno colindante. También se hizo en este año la obra del campanario, fundiendo la campana pequeña, que aún se conserva.

### Patronato del convento e iglesia
El 29 de enero de 1636 el ministro General de la Orden de la Santísima Trinidad cede la capilla mayor de la iglesia con sus colaterales a don Pedro de Arias y Acebedo "cauallero del orden de Alcántara y veinte y quatro de esta ciudad", para su entierro, el de su esposa, doña Ana de Córdoba, sucesores y demás personas que fuere su voluntad, y para que pueda trasladas a dicha capilla los huesos de sus padres, abuelos y otros ascendientes. En conformidad con los pactos hechos se puso en las pecunias de los cuatro arcos torales moldes en yeso con los escudos de armas de don Jerónimo Arias de Acebedo, que en 1710 era quien ostentaba el mayorazgo del patronato.

### Exclaustración
A las dos de la tarde del 7 de junio de 1808 entraron en Córdoba unos 18 000 soldados franceses al mando del general Dupont "que les permitió el saqueo de ella; y fue tan horroroso y cruel el que hicieron en este convento que, lanzados a palos los religiosos de él, luego que no tenían más que robarles, se apoderaron del convento, se llevaron toda la plata de la sacristía, destrozaron sus ornamentos; despojaron de cuanto había a las oficinas en cocina, refectorio y despensas; quebrantaron las puertas de las celdas, robaron y destruyeron sus muebles, llevándose los seglares lo que el soldado despreciaba". El 12 de junio, fiesta de la Santísima Trinidad, el general Dupont mandó celebrar una misa militar en la iglesia de la Trinidad, con la participación de la tropa francesa, y el 16 de junio, festividad del Corpus, asistieron a la procesión, si bien aquella misma tarde salieron precipitadamente de la ciudad, abandonando carros de víveres y municiones. El 19 de julio esas mismas tropas eran vencidas en la batalla de Bailén. Pero los franceses siguieron en España, y así el 22 de diciembre de 1809 la comunidad se sumó a las rogativas de la ciudad por el fin de las calamidades y sacó en solemne procesión la imagen del Santísimo Cristo de Gracia.
El 23 de enero de 1810, sin embargo, volvieron a entrar las tropas francesas en la ciudad, sin encontrar resistencia, esta vez con el rey José Napoleón al frente, que el 10 de febrero declaró suprimidas todas las órdenes religiosas de la ciudad y obligó a desalojar los conventos.
Reunida de nuevo la comunidad en 1813, se nombra Ministro a Fr. Antonio del Beato Miguel de los Santos, que puso gran celo en reparar el convento y la iglesia, poco después la nueva comunidad pudo festejar como se merecía la beatificación de Fr. Juan Bautista de la Concepción, que fuera fundador de esta Casa, el 26 de septiembre de 1819.
El 31 de agosto de 1835 se presentaron en el convento D. José Villatoro y D. José Solís, comisionados por D. José Beltrán de Lis, comisario principal de arbitrios y amortizaciones de la provincia de Córdoba, para ejecutar el decreto real de 25 de julio, declarando disuelta la comunidad e incautando todos los bienes muebles e inmuebles de la misma. Poco después, el 22 de septiembre del mismo año, el gobernador eclesiástico de la diócesis de Córdoba, Joaquín María Villavicencio, dirige a todos los curas seculares, no religiosos, una orden circular dando disposiciones sobre los religiosos exclaustrados que hace patente su nueva y humillante situación jurídico-eclesiástica: deben reconocer a los curas diocesanos como sus "jefes" inmediatos y estar sujetos a ellos; se debe informar de todos sus movimientos al obispo; sus iglesias quedan como ermitas bajo dependencia de los párrocos; no podrán vestir sus hábitos sino sotana; no podrán vivir en los conventos formando comunidad "bajo ningún concepto".

### Presidio Provincial, caballerizas, hospital y colegio de misiones
El 15 de mayo de 1838 el Jefe Superior Político de la provincia informa al gobernador eclesiástico que el antiguo convento de los Padres de Gracia ha sido designado para colocar en él el presidio correccional y que necesita usar la iglesia, por lo que solicita que el párroco de San Lorenzo retire los ornamentos y objetos sagrados de la misma. Finalmente no fue necesario ampliar el presidio con la iglesia, que mantuvo el culto, gracias especialmente a que fue "costeado con limosnas y ayudado por la Hermandad del Santísimo Cristo de Gracia, puesto que otra de Jesús Rescatado se encuentra casi disuelta". Ramírez de Arellano afirma que en 1843 el Ayuntamiento pidió la supresión del presidio, por el daño que hacía a la ciudad y al barrio, y es entonces cuando se colocaron en el claustro bajo caballerizas para la cría de caballos sementales, quedando el resto abandonado y en ruinas, "sucediendo en este tiempo que muchos lo pedían y nada se hacía en él, hasta que en 1866 vinieron tres sacerdotes que se decían trinitarios, con la idea de volver a erigirlo en convento, lo cual no tuvo eco en los cordobeses. También sirvió como hospital de coléricos en las invasiones de 1855, 1856 y 1860, y en 1868 de hospital de sangre para los heridos que resultaron de la batalla de Alcolea en la tarde del día 28 de setiembre".
Los religiosos que intentaron restaurar el convento fueron Fr. Diego del Espíritu Santo (Martínez Álvarez), navarro procedente del convento romano de San Carlino, y Fr. Gregorio de Jesús María, italiano que más tarde fue Ministro General de la Orden, junto con algunos legos exclaustrados. Fr. Diego del Espíritu Santo dedicó todo su empeño en recuperar algunos ornamentos sagrados e imágenes que habían sido llevados a San Lorenzo, la comunidad se dispersó de nuevo con la revolución septembrina de 1969 y Fr. Diego vivió solo en el convento hasta su muerte el 21 de octubre de 1874.
El 27 de agosto de 1876 tomaron posesión del convento e iglesia, que seguía llamándose "de los Padres de Gracia", una comunidad de misioneros claretianos que habían llegado pocos días antes a la ciudad, procedentes de Thuir, al sur de Francia, instaurando en él un colegio de misiones. Era la primera comunidad masculina que se establecía en la ciudad con todas las licencias desde la exclaustración de 1835. Del paso de los misioneros claretianos por la iglesia y convento quedan las sillerías del presbiterio y del coro, traídas de los carmelitas calzados, y una imagen del Corazón de María que se erigió el 16 de agosto de 1896 en la huerto pequeño, que todavía subsiste, en agradecimiento por haber recuperado la salid el P. José Xifré, anciano general de la congregación; y poco después obtuvieron del Ayuntamiento que la plaza cambiara su antiguo nombre "de los Olmos" por el nuevo "del Corazón de María".

### Regreso de los trinitarios
Fr. Fernando de San Juan Bautista, provincial de los trinitarios, había expresado al obispo de Córdoba José Pozuelo y Herrero, sus deseos de regresar al convento e iglesia de los Padres de Gracia, después de haber acordado con los misioneros claretianos las indemnizaciones necesarias por las obras de reparación y restauración de los edificios. El 11 de abril de 1900 el obispo cedió a los trinitarios descalzos en usufructo perpetuo "mientras permanezcan en Córdoba" su antiguo convento con la aneja iglesia y la huerta pequeña. Aún tardaron tres años en ocupar el convento. El 16 de agosto de 1903 se estableció la comunidad trinitaria, que permanece hasta el día de hoy residiendo en él y atendiendo el culto de la iglesia. El 30 de diciembre de 1969 el obispo de Córdoba D. Manuel Fernández y García del Rebollar erigió en parroquia la iglesia conventual bajo el título de "Nuestra Señora de Gracia y San Eulogio".

## Descripción de la iglesia

### Fachada y espadaña

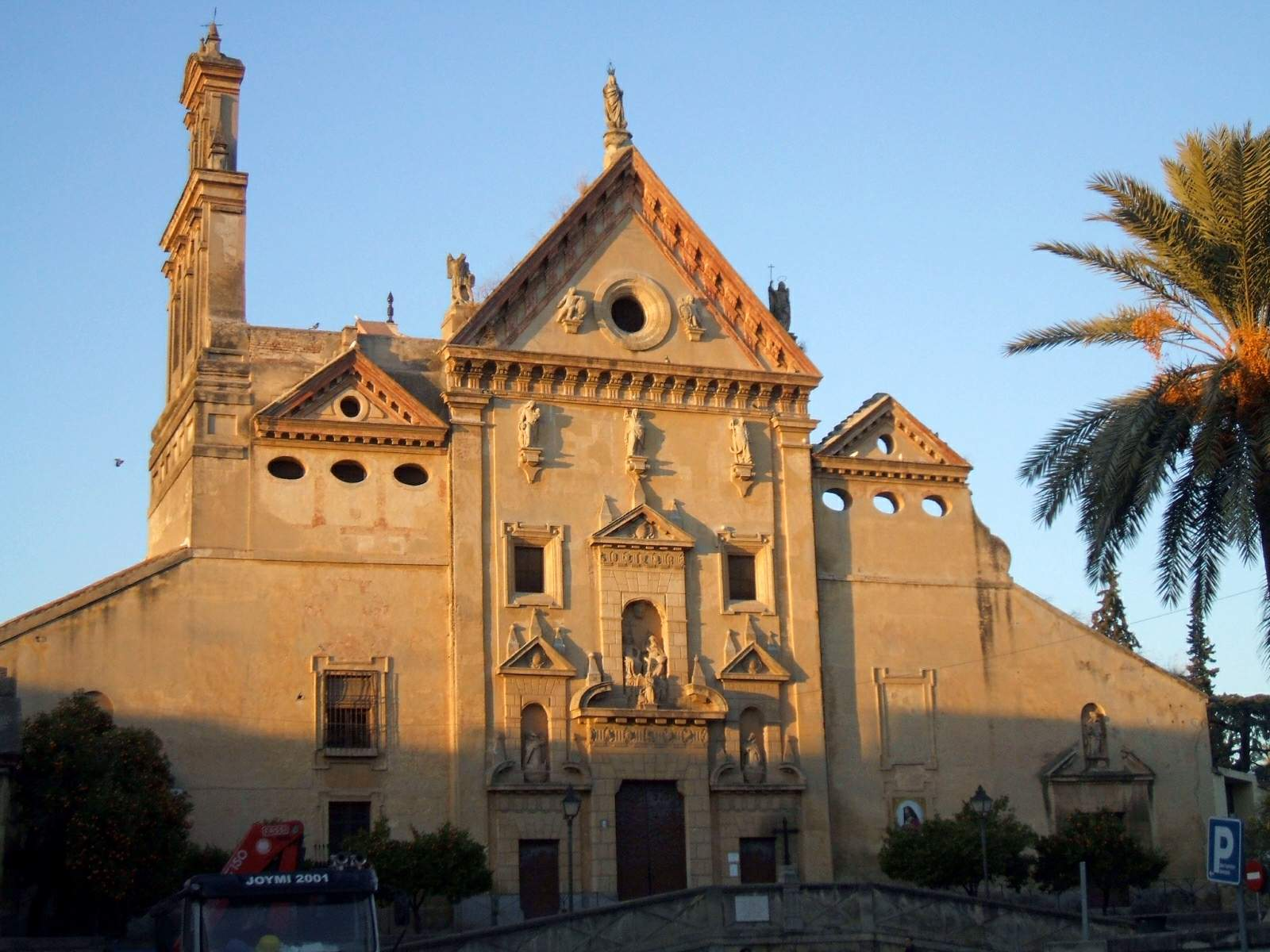
Fachada de la iglesia

Ante la fachada de la iglesia hay una gran lonja, cerrada por un antepecho de ladrillo recubierto por cemento y cerradas por verjas, a la que se sube por dos rampas encontradas. En el centro del muro hay una bella cruz de hierro, de filigrana, perteneciente al siglo XVII, en cuyo pedestal está grabada la siguiente inscripción:

SIENDO ALCALDE
PRESIDENTE DEL
EXCMO. AYUNTA
MIENTO EL SEÑOR
D. JUAN RODRÍGUEZ
SÁNCHEZ
SE REALIZARON
ESTAS OBRAS.
AÑO DE 1886.

La fachada es grande y vistosa pero de escaso mérito. Tiene cinco puertas: las tres del centro dan al cancel de la iglesia, por la izquierda se entra al convento, y la de la derecha está sin servicio, da al desaparecido huerto del Santo Cristo, donde hoy se guardan los pasos de las hermandades con sede en esta iglesia. Así describe Aroca Lara la fábrica de esta fachada:

Por escritura firmada el 13 de abril de 1647 otros dos canteros, Juan García y Pedro de la Toba, se obligaron a sacar la piedra necesaria para la fachada del convento de trinitarios descalzos de Nª Sª de Gracia y a labrarla según la traza de Sebastián Vidal. Las esculturas de esta fachada denotan efectivamente dos manos: la de un mero sacador de piedra, que fue Pedro de la Toba, y la de un escultor, más o menos de la talla de Bernabé Gómez, Juan García. Este era un viejo maestro plenamente dependiente de la escuela escultórica cordobesa, como puede advertiste en varias de las obras de dicha fachada, tales como el Padre eterno del grupo de la Trinidad - el Hijo hay que adjudicárselo al sacador de puntos- o la Santa Inés que, quitándole las manos, que son detestables, y suprimiéndole las tres moñas del cabello, recuerda bastante los modelos de Freile

Encima de la puerta principal hay un altorrelieve de la Santísima Trinidad y un ángel con dos cautivos (símbolos principales de la Orden de la Santísima Trinidad); y a un nivel más bajo, sobre las otras dos puertas pequeñas, las imágenes de San Juan de Mata, a la izquierda del observador, y de San Félix de Valois, a la derecha, fundadores ambos de la Orden Trinitaria, que aparecen de rodillas y de lado, mirando hacia arriba en actitud orante. Sobre la puerta del convento, Santa Inés; y sobre la otra lateral, Santa Catalina de Alejandría, ambas consideradas patronas de la Orden Trinitaria. Más arriba están representadas las virtudes teologales, Fe, Esperanza y Caridad. Un frontón triangular, con ojo de buey en el centro flanqueado por dos ángeles, cierra el muro de la fachada y tapa el tejado, coronando el vértice superior una imagen de la Virgen de Gracia, a la que hacen juego en los ángulos inferiores los arcángeles San Rafael y San Miguel.

Era el 7 de junio de 1715, entre las once y las doce de la noche, descargó una gran tormenta sobre Córdoba con truenos y relámpagos, viniendo a caer un rayo en lo más alto de la fachada de nuestra iglesia. Al momento comenzaron a clamorear tristes las campanas de la torre, y los religiosos acudieron a la iglesia para implorar la divina misericordia. El padre ministro fr. Diego de San Nicolás mandó abrir las puertas de la iglesia para registrar desde su lonja si había padecido alguna ruina, y a pocos pasos hallaron las manos de la imagen de Nª Sª de Gracia que corona el cartabón de la fachada. Colocáronlas con reverencia en el altar de Jesús Nazareno Rescatado, en donde perseveran hasta que se labre decente urna. A la mañana siguiente concurrió un número sin número de gente de todos estados a venerar la permisión divina de un tal lastimoso desacato, acercándose muchos a besar las sagradas manos. Duró este concurso muchos días, y siendo así que la dicha santa imagen no había sido de los fieles muy atendida por estar de la vista muy elevada, desde el suceso referido no sólo es continuo objeto de inclinaciones y reverentes geniflexiones, sino que tiene muchos devotos que ex profeso vienen a alabar a María Santísima en su ofendido simulacro, que procuró desgraviar este religiosísimo colegio consagrándole una muy solemne fiesta de misa contada con el Santísimo patente, sermón y música, y muchos fuegos y luminarias

La puerta principal del centro es de piedra y está almohadillada. En el dintel hay varias cabecitas de ángeles y un cervatillo con la cruz trinitaria entre sus cuernos, que hace alusión al lugar de Cerfroid, al noreste de París, donde nació la Orden de la Santísima Trinidad en 1194. En cuanto a la espadaña, se eleva sobre el muro lateral izquierdo de la fachada, tiene dos cuerpos: en el primero se abren dos huecos, donde están colocadas dos campanas de tamaño regular; el cuerpo superior tiene un solo hueco con otra campana más pequeña. La campana de la izquierda, situándose arriba de la torre, lleva la siguiente inscripción: Gloria Patri et Filio et Spiritui Sancto Minificentia Exc. Marchionis de Viana Anno MCMLIV Fundición Manuel Rojas e hijo Torredonjimeno (Jaén). En la campana del lado derecho se lee: AÑO * DE * 1794 * JESÚS * MARÍA * Y JOSEPH * HÍZOSE ESTA CAMPANA A HONRA Y GLORIA DE MARÍA SANTÍSIMA DE LOS DOLORES.

### Descripción general del interior

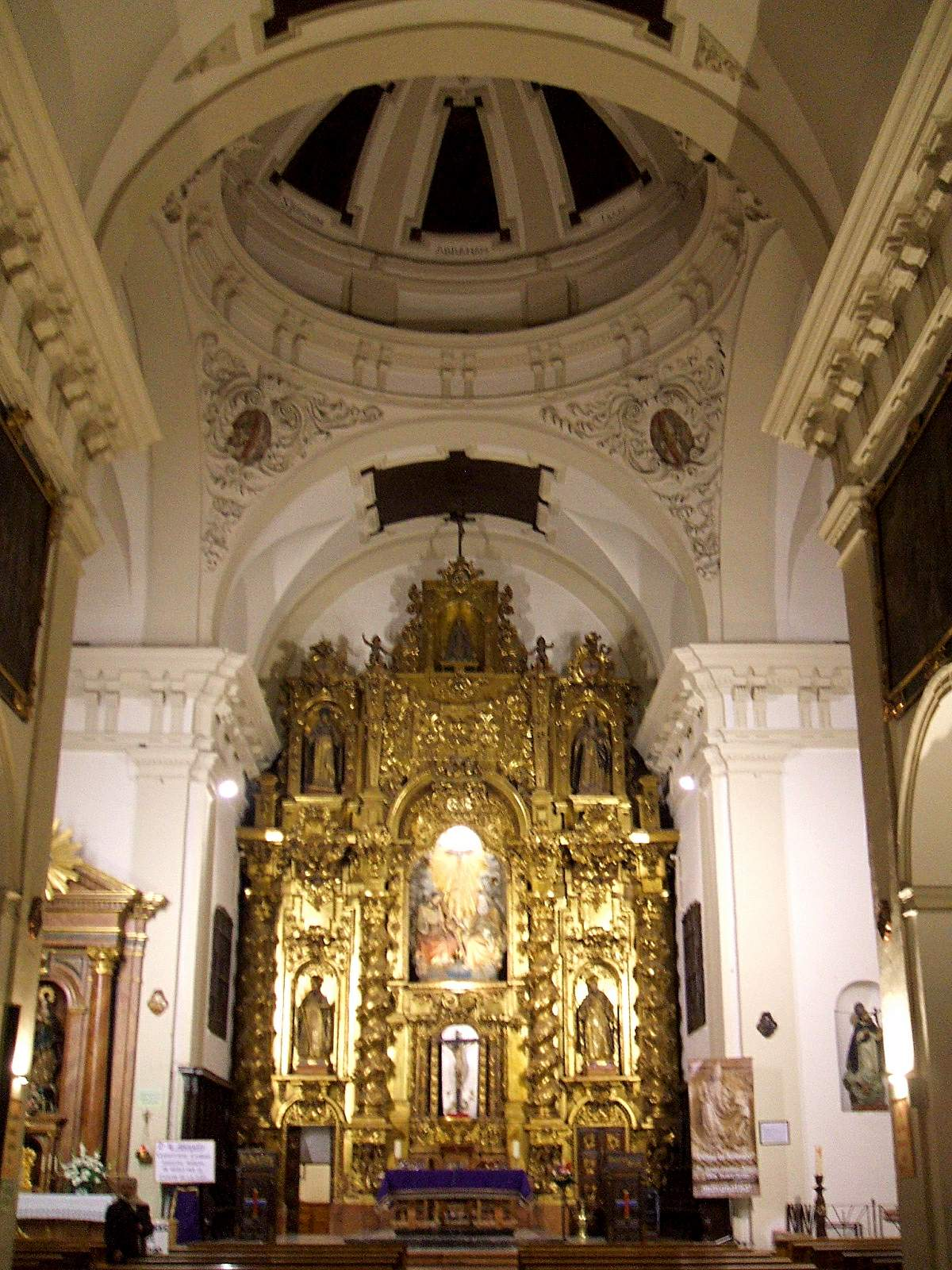
Retablo y cúpula sobre la capilla mayor

El interior del templo es de una hermosa nave central con crucero; otra a la izquierda, estrecha y de poca altura; y dos amplias capillas a la derecha. Mide 36.30m de largo y 16.70m de ancho en el crucero. A este le cubre una elevada cúpula ovóidea, con linterna de poca luz, dividida en gallones con pinturas, que representan, según lo indican los letreros, a David, Isaac, Abrahán, Jacob, Joaquín, Matán y Salomón. En las pechinas, entre molduras y adornos de yeso, están pintados cuatro escudos heráldicos de los Arias y Acebedo, patronos de la iglesia y convento.
La nave central está cubierta por bóveda de medio punto con lunetas, cortada en cinco tramos por arcos fajones, que se adornan con recuadros en que se ven pinturas al fresco, muy oscurecidas y dañadas por el polvo, humo y humedad. El presbiterio y los brazos del crucero están cubiertos también por bóvedas de medio punto y sus frescos igualmente ennegrecidos. En los entrepaños sobre las arcadas y en los muros del crucero hay diez lienzos con escenas de la vida de San Juan Bautista de la Concepción, muy oscuros, distinguiéndose uno que le figura moribundo rodeado de sus religiosos y otro con una visión de Cristo y de la Virgen. A los pies o entrada de la iglesia, y sostenido por un arco rebajado muy abierto, se eleva el coro monacal, que tiene una sillería traída por los misioneros claretianos a finales del siglo XIX desde el Carmen Calzado. Dos ventanas altas en el crucero y otras dos en el coro iluminan el recinto sagrado, teniendo luz propia, aunque escasa, las dos capillas de la derecha. La solería de mármol blanco de Almería, con una franja negra en el centro a lo largo de la nave hasta el presbiterio, se puso en 1947, siendo Ministro fr. Domingo Cortés, y que sustituyó el primitivo suelo de terrazo rojizo que había cedido en muchos puntos. Bajo la iglesia está la cripta, causa de hallarse elevado el piso de la iglesia sobre el nivel de la plaza dos metros y medio, hoy en desuso, pero hasta la exclaustración sirvió como enterramiento de religiosos y algunas personas que así lo solicitaban en sus testamentos. En la actualidad no se conservan restos humanos, ya que la cripta fue saqueada por las tropas francesas durante la ocupación de 1808.

### Retablo de la capilla mayor

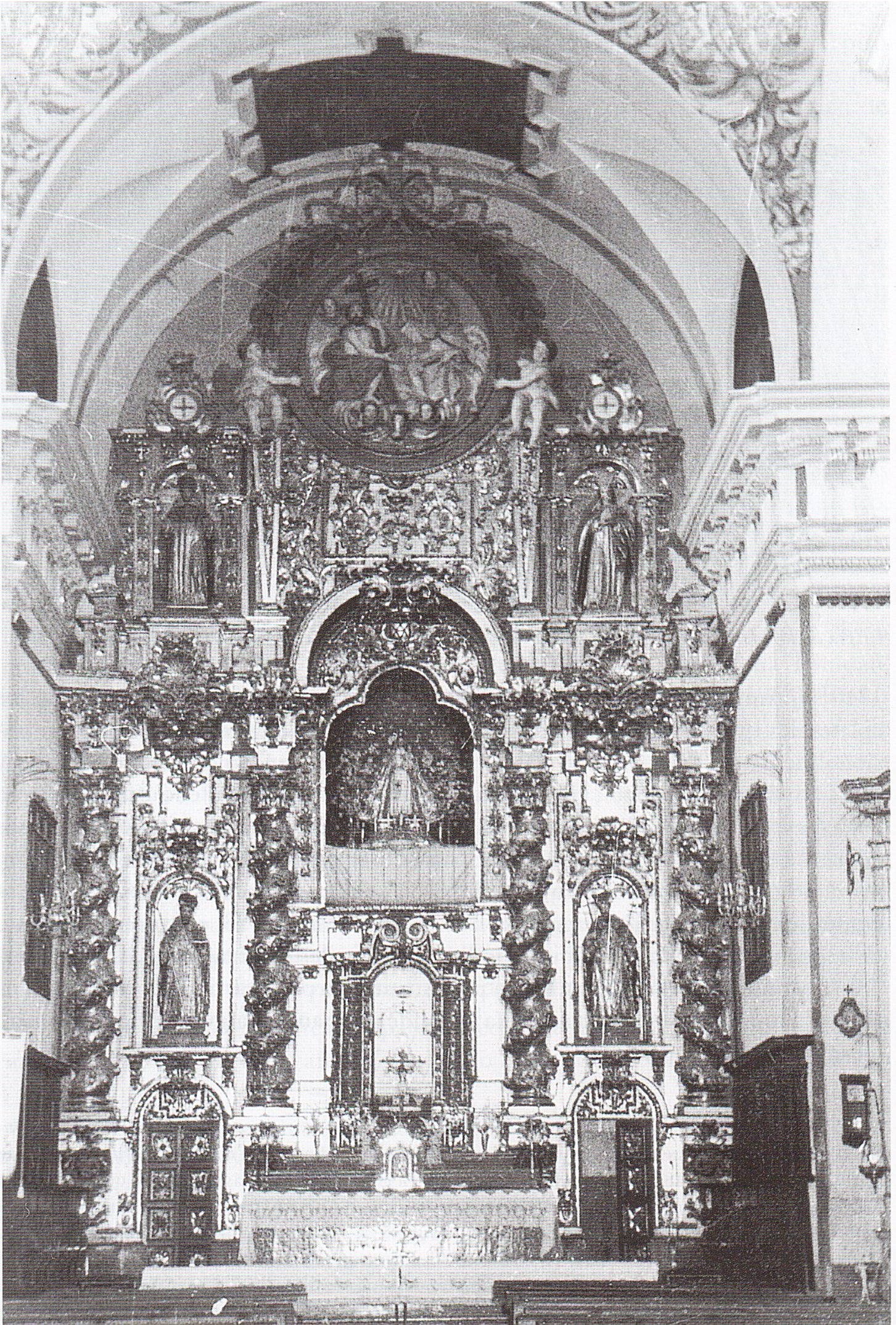
Retablo de la iglesia hasta 1963

Tres retablos ocuparon el testero de la capilla mayor, antes del actual. El primero fue realizado en los años 1714-1719, y fue arrancado por los franceses en 1810 cuando José Bonaparte suprimió las órdenes religiosas, vendiéndolo por leña. El segundo fue uno de los colaterales que, salvado de la destrucción, se colocó aquí provisionalmente en 1814, pero como hacía mal efecto labraron un tercero, construido en 1832 por el maestro Joaquín Guijo, que colocó en el centro el medallón de la Santísima Trinidad que después se añadió al actual. Como no fue posible pintarlo ni dorarlo, en 1869 fue retirado y sustituido por el actual, retirando el del maestro Guijo a una aterazana de la sacristía.
El retablo actual fue traído en 1869 del convento de Jesús Crucificado, poco antes de ser suprimido, que fue de religiosas dominicas y hoy lo ocupan las Hermanitas de los Ancianos Desamparados. Es magnífico, dentro de su estilo churriguerismo, del siglo XVIII y labrado en Priego de Córdoba. Tiene dos cuerpos, dividido el primero en tres calles por cuatro columnas salomónicas, cuyas espirales giran a la derecha, menos la de la extrema izquierda que lo hace en sentido contrario, por haberla colocado al revés. Ocupa la calle central el manifestador, y sobre él, en grandioso camarín de arco apainelado, un alto relieve de la Santísima Trinidad, obra del escultor cordobés Antonio Castillo Ariza (1963). En las calles laterales, las imágenes de los fundadores de la Orden Trinitaria: San Juan de Mata y San Félix de Valois, a izquierda y derecha del observador respectivamente. Ambas fueron traídas de la iglesia de la Trinidad, antiguo convento trinitario calzado en 1935, al llevarse las que aquí existían a la iglesia de los trinitarios en Antequera, Málaga. En el segundo cuerpo San Álvaro a la izquierda y Santa Catalina de Siena a la derecha, santos dominicos que indican, juntamente con el escudo de esta Orden sobre el camarín central, la procedencia del retablo. Lo corona la Virgen de Gracia primitiva, de la que ya hemos hablado antes, y que ha sustituido a un grande y feo medallón redondo en relieve de la Santísima Trinidad, obra del escultor José Cano, colocado en el retablo anterior en 1832.

### Capilla de Jesús Rescatado
Un gran arco de medio punto, situado en el extremo derecho del crucero, da paso a la capilla de Jesús Nazareno Rescatado, de buena forma, edificada en 1721, de planta hexagonal y cubierta con una cúpula de media naranja, que lleva tres ventanas ovalas y con una pequeña linterna que deja entrar algo de luz. En los óvalos de las pechinas están pintados San Juan de Mata, San Félix de Valois, San Atanasio y San Juan Crisóstomo. Cubre el frente un retablo barroco y dorado, realizado en 1744, con camarín, franqueado por dos columnas salomónicas, sobre las que hay dos angelitos. Al camarín se sube por una doble escalera situada a la izquierda del mismo, fuera de la capilla. En el centro de la capilla hay una losa con la inscripción siguiente: Aquí yace don Alfonso Gomes de Sandobal: celebre escultor: natural de esta ciudad: en la que floreció con grande aceptación: Falleció en 28 de octubre de 1801 a los ochenta y ocho años y tres meses de su edad. Requiescat in Pace. Amen. Otra lápida, más hacia la entrada dice: Entierro del doctor don Gonzalo Antonio Serrano, Maestro en las ciencias matemáticas, principalmente en la astronomía, y astrología, médico en Córdoba sv patria. Murió año de 1761.

### Capilla del Santísimo Cristo de Gracia

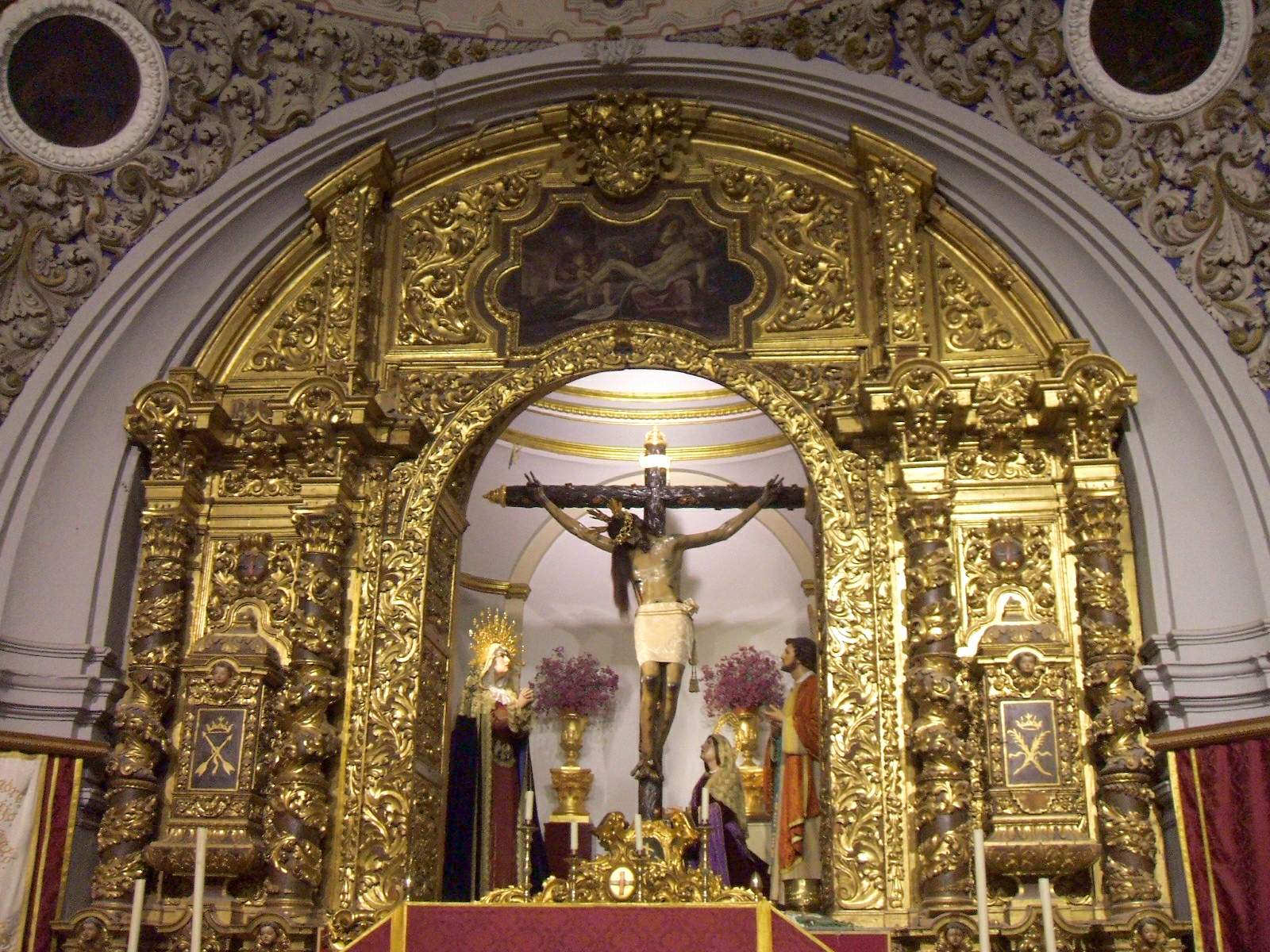
Capilla del Santísimo Cristo de Gracia

Ocupa dos arcos al lado de la epístola y su cúpula está constituida por cuatro arcos cruzados, que forman ocho lunetos, en los que se abren dos ventanas rectangulares y están simuladas otras seis. Tiene una bellísima decoración, en estuco, de guirnaldas, palmetas y follaje serpenteante, con cuatro pinturas circulares en las pechinas. Es más barroca que la de Jesús Rescatado, como también más tardía en su actual fábrica, y recuerda la capilla de los Santos Mártires en la Basílica de San Pedro de Córdoba. El retablo dorado tiene a los lados dos urnas con los cuerpos de san Esteban y san Valeriano, mártires, que en 1640 fueron sacados de las catacumbas romanas de San Calixto y donados con otros muchos a los trinitarios por Urbano VIII. Aquí llegaron en 1658 y se colocaron primero en el altar mayor, pero en 1694 se trasladaron a esta capilla del Cristo de Gracia. En la parte superior y dentro del mismo retablo hay una pintura, de forma irregular, que representa a Cristo muerto en brazos de su Madre la Virgen María. Al camarín, que se hizo en los años 1765-1769, se subía por una escalera lateral con salida a la capilla del Rescatado, pero en 1956 se adelantó el altar y se pusieron dos escalerillas que ahora tiene por delante.
En esta capilla se conserva la urna relicario con los restos de San Juan Bautista de la Concepción, que fue fundador de este convento y reformador de la Orden Trinitaria. La urna se realizó con motivo del IV Centenario del nacimiento del Santo Reformador, costeada por el Postulador General de la Orden y realizada en Roma en 1960 por Reoul del Vecchio, con una inscripción: Exuviae B. Joannis Baptistae a Conceptiones Ord. SS. Trinitatis Reformatoris. Filii parenti optimo A.D. 1961. El cuerpo, de tamaño natural, tiene esculturadas en materia plástica muy resistente, cabeza, manos y pies, lo demás es de hierro y está vestido con hábito de lana fina. Su autor consiguió un realismo extraordinario, siendo muchos los que aún se preguntan si el cuerpo es real y está incorrupto. El 17 de julio de 2012 una comisión presidida por el obispo de Córdoba Demetrio Fernández y el ministro Provincial de la Provincia del Espíritu Santo fr. Luis Miguel Alaminos, y formada por el vicario general de la diócesis, el canciller-secretario y el postulador diocesano, además del ministro de la Casa y el director del Centro de Estudios San Juan Bautista de la Concepción, junto a un médico forense, extrajo las reliquias de San Juan Bautista de la Concepción para proceder a la restauración de la urna-relicario. El estado de los huesos del santo, del que en 2013 se cumplen 400 años de su muerte, es perfecto, ante el asombro del médico forense y los asistentes al acto. Una vez restaurada la urna se colocaron los huesos en una pequeña urna de plata que se introdujo bajo el pecho de la imagen, en mejores condiciones que estaban anteriormente.

### Retablos de las capillas del lateral izquierdo
En el crucero y lateral izquierdo de la capilla mayor hay un altar de orden compuesto plantado el 22 de abril de 1825, que tenía otro gemelo en el lado derecho de la capilla mayor. Ambos fueron pintados imitando mármol en 1957. Sin embargo el del lado derecho, que estaba dedicado a San Miguel de los Santos, se quemó en la madrugada del 30 de junio de 1973 a causa de un cortocircuito en la instalación eléctrica. El incendio destruyó el retablo, la imagen de San Miguel de los Santos y gran parte de la del evangelista San Mateo, además de ahumar los frescos y pinturas de la iglesia, según se puede apreciar en la actualidad.
En el lateral izquierdo de la iglesia hay tres altares, o más bien tres retablos. El primero, dedicado actualmente a la Beata Ana María Taigi, madre de familia y terciaria trinitaria, fue realizado en 1701 para lugar de enterramiento de doña Andrea y doña Catalina de Almagro y Cárdenas. El frontal del altar es de una gran pieza de mármol rojo con escudo heráldico y la inscripción del enterramiento en 1708. Es un retablo barroco dorado con hornacina en la que estuvo la imagen de la Inmaculada Concepción hasta 1894, ocupando entonces ese espacio la imagen de San Juan Bautista de la Concepción hasta 1961.
El segundo retablo está hoy dedicado a San José, si bien hasta 1973 ocupaba la hornacina el Sagrado Corazón y anteriormente Santa Clara (que hoy se venera en la estancia de subida al camarín de Jesús Rescatado). En un primer momento se veneró aquí a Santa Laura, pero cuando fue beatificado San Miguel de los Santos en 1779 se colocó aquí la imagen (que después se trasladó al altar del lateral derecho de la capilla mayor, en el que se quemó). La imagen de San José es de escayola y de pequeño tamaño. Éste y el siguiente retablo, de estilo barroco, son del siglo XVIII, casi en todo iguales, más pequeños que el anterior, están dorados y tienen un nicho único con dos columnas salomónicas a los lados. El tercer retablo contiene una imagen de San Rafael, tallada en madera y de autor desconocido. Este altar estuvo ocupado en un principio por la imagen de Jesús Nazareno Rescatado, hasta que se le hizo capilla propia, y posteriormente por Santa Lucía, que ahora se venera en la estancia de subida al camarín del Rescatado. Delante de este retablo hay una losa de mármol cuadrada, mayor que las demás, que indica exactamente el lugar donde está el pozo de la Virgen de Gracia en la cripta, único vestigio de la primitiva ermita.

## Imaginería

### Nuestra Señora de Gracia
La imagen titular de Nuestra Señora de Gracia, titular de la iglesia y del convento, ya era venerada en la antigua ermita, actualmente está acomodada en una hornacina de la parte superior del retablo de la capilla mayor. Es una talla de madera campaniforme, sin niño y con las manos juntas sobre el pecho. Mide unos 80 o 90 centímetros. El protocolo de la Casa da noticia de que la imagen puede datar de mediados del siglo XV. La devoción a la Virgen de Gracia es muy antigua en Córdoba, siempre unida al pozo que frecuentaban los fieles cordobeses y que quedó tapado con las bóvedas de la nueva iglesia, de cuya agua acudían de toda Córdoba y provincia para aliviar enfermedades y dolencias, tomándola como medicina preventiva.

### Santísimo Cristo de Gracia
La imagen del Santísimo Cristo de Gracia llegó a este convento el 4 de febrero de 1618. Está realizada en un material llamado titsingueri, o cañaheja, que tiene como base la médula de la caña de azúcar, en la ciudad de Puebla de los Ángeles, en México, a expensas de don Andrés Lindo, cordobés que vivió en la Puebla de los Ángeles y se la envió a Francisca de la Cruz, su hermana viuda. Mide 2,40 m de la cabeza a los pies y lo mismo de brazo a brazo. Según nos cuenta el Protocolo de la Casa, esta señora donó la imagen a los trinitarios para que la pusieran en la iglesia, a cambio de dar sepultura a ella y sus descendientes, convinieron entre las partes el nombre de la imagen, y al estar en la iglesia de Nuestra Señora de Gracia se pensó que el mejor nombre para el Hijo era el de la Madre. Esta señora era vecina de San Miguel y en el traslado ocurrió lo que se cuenta de este modo en el protocolo:

Estaba dispuesto que la procesión pasase por la iglesia parroquial del Señor S. Miguel, entrando por una puerta de ella y saliendo por otra; para lo cual ayudó la solicitud de la misma clerecía, ofreciendo asistir en forma con sobrepellices y velas encendidas y repique de campanas. No era malo el disimulo para conseguir lo que intentaban que era cerrar las puertas de la iglesia en entrando el Santo Cristo en ella, y quedarse con esta devotísima imagen a título de posesión, por estar en su jurisdicción. Pero por este medio quiso este Santísimo Cristo maravillosamente dar a entender cuán gustoso caminaba al templi de la Gracia, haciendo actos positivos de gracia para entrar en ella de justicia, pues ordenó que fuese la disposición tan secreta que dejase de entenderla un soldado de los que iban en la compañía (abuelo materno de quien esto escribe) y que había venido de Indias en el navío donde vino esta sagrada imagen. Este, pues, entendida la intención disimulada, corrió a toda prisa, estorbando que pasase adelante la santa imagen que ya estaba para entrar en dicha iglesia y diciendo que echase por la parte de afuera. La clerecía, con la gente que para el efecto tenía prevenida, como quisieron (viéndose descubiertos) conseguir por fuerza lo que no habían podido por maña; acudió al debate toda la compañía de soldados para defenderla, unos con las espadas desnudas en las manos y otros con las cuerdas caladas en los arcabuces. Y se trabó tal contienda, que por especial milagro de este Santo Cristo no se perdieron todos los eclesiásticos y seglares; hasta que viendo los agresores el peligro manifiesto de sus vidas, desistieron de su intento y dieron paso franco a la procesión hasta este convento que había de ser su casa

El culto de la imagen, desde su llegada a esta casa, ha estado a cargo de la Hermandad del Santísimo Cristo de Gracia, que ha sabido transmitir a los cordobeses la devoción por esta imagen del Señor y por todo lo que en ella se contiene, procesionando cada Jueves Santo por las calles de la ciudad y con diversos actos de culto a lo largo del año, con especial relevancia en torno a la fiesta de la Santa Cruz en septiembre, y la fiesta de Regla en la tercera semana de cuaresma.

### Inmaculada Concepción
En el altar lateral izquierdo junto a la capilla mayor se venera actualmente una imagen de la Inmaculada Concepción, barroca, de 1.40 m de altura, salida de la gubia del escultor sevillano Pedro Roldán en 1679.

### Jesús Nazareno Rescatado

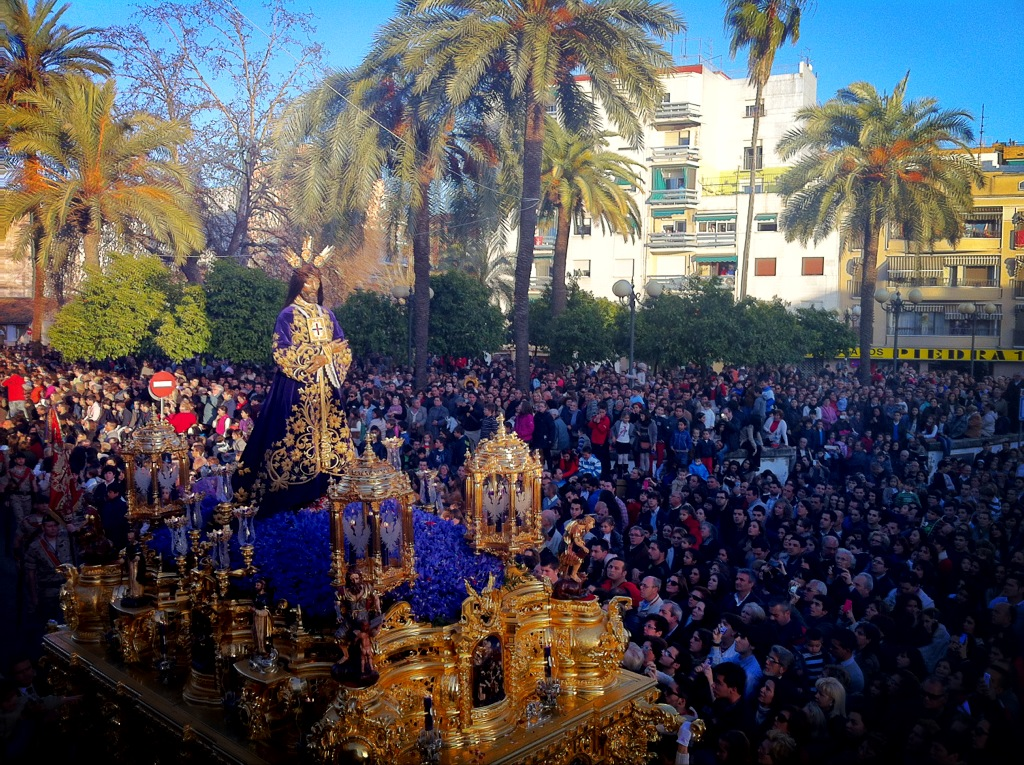
Imagen de Jesús Nazareno Rescatado en la tarde del Domingo de Ramos

Popularmente conocido como el Señor de Córdoba, la devoción a Jesús Nazareno Rescatado tiene su origen cuando en 1682 los trinitarios descalzos realizaron una redención de 211 cautivos cristianos en Fez, en la que rescataron 17 imágenes procedentes de la fortaleza de Mámora que allí estaban tras la pérdida de esta plaza fuerte a los alauís. De todas ellas se hizo más conocida, por el patronazgo que desde el primer momento ejercieron sobre ella los reyes de España, y posteriormente la casa ducal de Medinaceli (de ahí el sobrenombre con que se la conoce), una imagen de Ecce Homo a la que se impuso el escapulario trinitario, como se hacía con todos los cautivos rescatados y el nombre de Jesús Nazareno Rescatado. Aquella imagen se custodió en la iglesia de los trinitarios de Madrid, pero pronto se hicieron copias en todas las iglesias trinitarias no sólo de España sino de Europa y América.
La imagen de Córdoba es de cuerpo natural y vestida, realizada en 1713 por el escultor cordobés Fernando Ruiz Díaz de Pacheco. El mismo año de su realización se erigió una Esclavitud de N.P. Jesús Nazareno Rescatado, que perduró hasta la exclaustración. No es hasta 1941 que se restaura esta Esclavitud como Ilustre y Piadosa Hermandad y Cofradía de Nuestro Padre Jesús Nazareno Rescatado y María Santísima de la Amargura. La Hermandad cuida el culto al Rescatado, que como cada primer viernes de marzo se hace el tradicional besapiés al Señor de Córdoba. Cada tarde de Domingo de Ramos.

### Evangelistas
En las paredes laterales del crucero están colocados sobre repisas doradas los cuatro evangelistas, a falta de san Mateo, que sufrió graves daños en el incendio de 1973 y no ha podido ser restaurado por el alto precio que supone. Son imágenes muy barrocas, de tamaño natural, labradas por la gubia del gran escultor cordobés Alonso Gómez de Sandoval (1713-1801), que un tiempo fue hermano lego de este convento. Como no le iba muy bien eso de la vida religiosa pasaba el tiempo llenando los muros de dibujos al carbón, no muy correctos pero suficientemente expresivos para que se fijara el obispo de Córdoba y lo llevara a su palacio, dándole profesores y haciéndolo escultor. De su segundo matrimonio con Teresa de Góngora tuvo como hijo a Rafael Gómez y Góngora, que fue sacerdote trinitario descalzo con el nombre de Rafael de la Presentación, a quien pone de testigo en su testamento para que a su muerte sea vestido con el hábito trinitario y sepultado en la iglesia, yaciendo desde entonces en la capilla de Jesús Nazareno Rescatado, como ha quedado dicho en su descripción.

### Otras imágenes menores[15]
- San Álvaro, dominico, imagen de madera policromada, de pie, en la mano izquierda lleva una cruz. Altura: 1.70m aprox. Data del siglo XVIII. Está situada en el segundo cuerpo del retablo de la capilla mayor y procede del desaparecido convento de madres dominicas de Jesús Crucificado.
- Santa Catalina de Siena, dominica, imagen de madera policromada, de pie, con las manos juntas ante el pecho en actitud orante. Altura: 1.70m aprox. Data del siglo XVIII. Está situada en el segundo cuerpo del retablo de la capilla mayor y también procede, junto con la imagen de San Álvaro y el retablo, del convento de dominicas de Jesús Crucificado.
- Santísima Trinidad, altorrelie en madera dorada y estofada, obra de Antonio Castillo Ariza en 1963 para ocupar el centro del retablo.[16] Imágenes sedentes de Dios Padre, que lleva un cetro real en su mano derecha y la bola del mundo en la izquierda, y del Hijo, que sostiene una cruz con la mano izquierda. La paloma simbólica del Espíritu Santo en lo alto. A los pies un ángel que mira hacia arriba. La altura de toda la obra es de 3 metros aproximadamente.
- San Juan de Mata, fundador de los trinitarios. Imagen de madera policromada, de pie. Procede de la iglesia de la Trinidad, que fue de los trinitarios calzados (la forma de la cruz en el pecho lo indica); y fue colocada en el primer cuerpo del retablo de la capilla mayor en 1935. Con mano izquierda sostiene el libro de la Regla y con la derecha la cruz patriarcal, a sus pies se ve una maqueta de iglesia, símbolo de fundador. Altura: 1.68m aprox. Data del siglo XVIII.
- San Félix de Valois, cofundador de los trinitarios. Imagen de madera policromada, de pie. Procede también de la iglesia de la Trinidad y fue colocada en el primer cuerpo del retablo de la capilla mayor en 1935. Con la mano izquierda sostiene la cruz patriarcal y en la mano derecha enarbola una cruz más pequeña. Altura: 1.68m aprox. Data del siglo XVIII.
- Crucifijo, colocado en el expositorio. La cruz, de madera sencilla, mide 1.44m de alto y la talla del Cristo mide 0.75m de alto y 0.63 de ancho. Data del siglo XVII.
- Santa Clara de Asís, talla de madera policromada dorada y estofada, de pie colocada en un nicho frente a la escalera que sube al camarín de Jesús Nazareno Rescatado. Ha perdido los atributos del cáliz, que llevaba en su mano derecha, y de la azucena que llevaba en la izquierda. Altura: 1.20m Data del siglo XVIII. En Córdoba, como en otras ciudades, tiene especial devoción y culto por aquellos que piden buen tiempo para un día determinado, especialmente las bodas, y que depositan huevos a los pies de la imagen.

## Pinturas y cuadros

### Pinturas al fresco
- Hay una serie de pinturas al fresco en las bóvedas de la iglesia, muy dañadas a causa del incendio de 1973: En la cúpula los ocho patriarcas y profetas: David, Isaac, Abrahán, Jacob, Joaquín, Exequías, Matán y Salomón, según reza en las cartelas inferiores. Datan del siglo XVII. En las bóvedas y lunetos son irreconocibles.
- Escudos heráldicos iguales, pintados al fresco en las pechinas de la cúpula y rodeados de molduras y adornos de yeso, corresponden a los Arias y Acebedo, patronos de la iglesia. Atributos: olivo, caballo, vasijas y pozo. Datan del siglo XVII.
- Cuatro pinturas en las pechinas de la capilla del Rescatado dentro de unos ovales, del siglo XVIII: San Juan de Mata escribiendo la Regla, San Atanasio en actitud orante, San Juan Crisóstomo y San Félix de Valois iluminado por un rayo de luz desde el cielo, con la corona y cetro reales al lafo de una mesa. Todas ellas tienen una inscripción fuera de la pintura indicando el nombre.
- Cuatro pinturas circulares en las pechinas de la capilla del Cristo de Gracia, tres son de medio cuerpo y representan a doctores de la Iglesia, pues llevan un libro, pero no son identificables, datan del siglo XVIII. Se distingue mejor sobre el arco que da paso al crucero de la iglesia, la que representa a San Juan Bautista de la Concepción, de cuerpo entero, contemplando en éxtasis un crucifijo que lleva en sus manos, sobre la mesa un libro abierto con una calavera, la disciplina y una cadena. Autor y fecha desconocidos.

### Cuadros

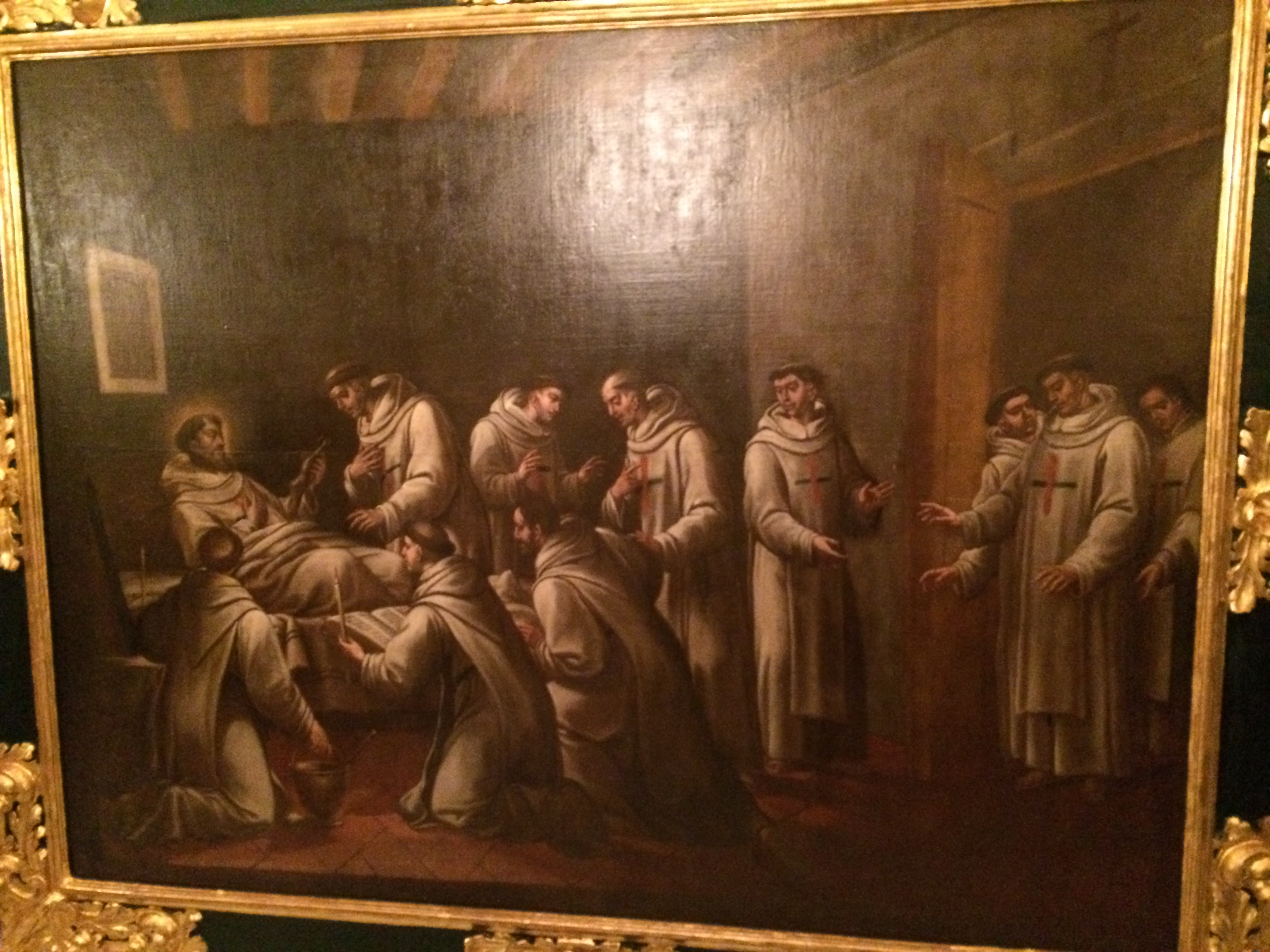
Muerte de San Juan Bautista de la Concepción

- Rescate de Jesús Nazareno. Pintura sobre tela, que se halla en el cuarto de acceso al camarín de Jesús Nazareno Rescatado. Figura el rescate por los trinitarios descalzos en Mequínez, año 1682, de 17 imágenes, siendo la principal la de un Ecce Homo. Data del siglo XVIII
- Santa Laura de San Pedro y compañeras mártires. Pintura sobre tela de grandes dimensiones, 3x2m, situada en el coro de la iglesia. Data del siglo XVIII. Representa el martirio de Santa Laura y un grupo de religiosas trinitarias en Constantinopla el 29 de mayo de 1453.
- San Juan Bautista de la Concepción se aparece a un enfermo. Está colocado sobre la puerta que comunica con el claustro del convento. Data del siglo XVII.
- Cristo resucitado con un joven noble de rodillas ante si. El Señor está de pie, ceñido sólo con una faja. Data del siglo XVII, está parcialmente quemado y totalmente negro y descolorido por el incendio de 1973, colocado bajo el cuadro anterior sobre la puerta que comunica la iglesia con el claustro del convento.
- Un trinitario. Al estar esta tela en muy malas condiciones, no se distinguen más figuras y no se puede apreciar lo que representa. Data del siglo XVII, está situado en el crucero izquierdo, frente al retablo de la Inmaculada.
- Muerte de San Juan Bautista de la Concepción. El Santo aparece en su lecho de muerte, rodeado de diez trinitarios, tres de ellos arrodillados ante la cama y de espaldas al espectador. Data del siglo XVII. Está situado en el lado izquierdo de la nave central, junto al crucero.
- Aparición de un ángel a San Juan Bautista de la Concepción. Cuadro muy oscuro junto al anterior y al lado de lo que fue el órgano de la iglesia. Data del siglo XVII. Representa la aparición de un ángel a San Juan Bautista de la Concepción cuando éste estaba reunido con otros religiosos en una iglesia o convento desconocidos.
- San Juan Bautista de la Concepción durmiendo de niño. Pintura sobre tela que data del siglo XVII, colocado en el crucero, sobre el arco que da paso a la capilla del rescatado. Representa a San Juan Bautista de la Concepción, siendo niño, que es sorprendido por sus padres durmiendo en el suelo junto a la cama. El niño está en el suelo con una camisa puesta, en actitud de incorporarse.
- San Juan Bautista de la Concepción junto a una mujer. Pintura sobre tela muy oscura, por lo que dificulta ver con exactitud otros personajes del cuadro. Data del siglo XVII.
- Aparición de Cristo y de la Virgen a San Juan Bautista de la Concepción. Pintura sobre tela en el lado derecho de la nave central junto al crucero. Data del siglo XVII. En él aparece San Juan Bautista de la Concepción al que se le aparecen Cristo y la Virgen, mientras un demonio tira de él.
- Trinitarios descalzos en el interior de una iglesia. Pintura sobre tela, muy oscurecida por lo que no se perciben bien los detalles que representa. Data del siglo XVII. A la derecha se ve un paisaje exterior con un árbol en primer plano. Está situado junto al anterior.
- Felipe III y Margarita de Austria presentan seis de sus hijos a San Juan Bautista de la Concepción para que los bendiga. Pintura sobre tela. Data del siglo XVII. Representa a los reyes Felipe y Margarita con corona sobre sus cabezas y los infantes aparecen de rodillas. Detrás del santo hay otro religioso trinitario. Está colocado en la nave central, junto al anterior y frente a lo que fue órgano de la iglesia.

Estos diez últimos cuadros fueron pintados por autor desconocido para el lugar que siguen ocupando. La temática es parecida, al igual que el estilo, por lo que se puede suponer que han salido de la misma mano. Todos están muy oscurecidos y en malas condiciones de conservación. Por el Protocolo de la Casa sabemos que fueron encargados por fr. Diego de San Félix en 1744.